# Stolnica v Traniju
Stolnica v Traniju, katere uradno ime je katedralna bazilika Santa Maria Assunta, splošno znana kot Cattedrale di San Nicola Pellegrino (sv. Nikolaj romar), je rimskokatoliška stolnica, posvečena svetemu Nikolaju Romarju v Traniju v Apuliji, jugovzhodna Italija. Prej je bil sedež nadškofa Tranija, zdaj pa je sedež nadškofa Trani-Barletta-Bisceglie. Posvečen leta 1143, je eden glavnih primerov apulijske romanske arhitekture.
Zgrajena je bila iz lokalnega kamna pietra di Trani, značilnega za regijo: apnenčastega tufa, pridobljenega iz mestnih kamnolomov, za katerega je značilna barva, izjemno svetlo roza, skoraj bela.
Stolnico odlikujeta razkošen transept in uporaba visokega loka v prehodu pod zvonikom, kar je v romanski arhitekturi nenavadno.
Stolnica je Unesco razglasil za Messenger Monument of the Culture of Peace spomenik kulture miru.

## Zgodovina
Gradnja se je začela leta 1099 nad prejšnjo cerkvijo Santa Maria della Scala, ki sega v 4. stoletje. Tu so bile relikvije svetega Levcija shranjene do 8. stoletja, ko so jih prenesli v Brindisi. Nova cerkev je bila namenjena shranjevanju relikvij svetega Nikolaja romarja (umrl v Traniju leta 1094). Stolnico so posvetili takoj, ko so jo postavili, ne da bi čakali na dokončanje stavbe.
Odločilna faza gradnje se je verjetno zgodila med letoma 1159 in 1186 pod vodstvom škofa Bertranda II., gradnja pa je bila dokončana okoli leta 1200, razen zvonika, ki je bil dokončan šele v 14. stoletju.

## Opis

### Zunanjost
Cerkev stoji na relativno izolirani legi, nekaj metrov od obale. Glavni tlak je približno 5 metrov nad zunanjim nivojem tal, saj sta glavna in obe stranski ladji zgrajeni nad kripto, ki ustreza prvotni cerkvi.
Do pročelja se dostopa po dvojnem stopnišču, na obeh straneh romanskega portala, ki vodi v galerijo; portal, znotraj slepe arkade, je okrašen z vplivom islamske umetnosti. Osrednja bronasta vrata je leta 1175 izdelal Barisano da Trani; Originalni del je zdaj v notranjosti cerkve, zunanji pa je replika, izdelana leta 2012.
Fasado dopolnjujejo tri okna in majhna rozeta nad ladjo. Krasijo jih živalske figure.
Transept, obrnjen proti morju, ima tri apside in ima tudi slepe arkade v romanskem slogu. Stranske fasade so tudi okrašene s slepimi arkadami in na južni strani z dvema paličevnima oknoma in rozeto, na severni strani pa z dvema dvojnima in enim štirikratnim oknom s paličevjem.
Zvonik, visok 59 m, je bil večinoma zgrajen v letih 1230–1239, čeprav so bila nadstropja nad drugim dokončana šele v 14. stoletju pod škofom Giacomom Tura Scottinijem. Kot je značilno za romanske stavbe, se v zgornjih nadstropjih razširijo odprtine (v obliki oken s paličevjem).
V pritličju zvonika je notranja ogivalna arkada, ki ustvarja prehod. Zvonik je bil v 50. letih 20. stoletja popolnoma razstavljen in obnovljen, da bi se izognil porušitvi.

### Notranjost
Cerkveni tloris prikazuje glavno in dve stranski ladji, ki so ločene z dvojnimi stebri, ki podpirajo dva stranska triforija. Stranski ladji imata križno obokan strop, glavna ladja pa ima golo paličje. Transept ima tudi podobne nosilce.
Notranjost je izgubila velik del svoje dekoracije, kar je privedlo do sedanjega večinoma golega videza. Zlasti obnova v letih 1939-1942 je večinoma pustila le srednjeveške elemente, odstranila pa so poznejše dodatke, kot sta poslikan lesen strop ladje in transeptov.
V prezbiteriju je ostal le del prvotnih mozaikov tlaka, ki jih je navdihnila stolnica v Otrantu. Ti vključujejo prizore, kot je alegorija poleta Aleksandra Velikega v nebesa (glej spodaj) in epizoda izvirnega greha z Adamom in Evo.
Spodnja cerkev, ki je pod glavnim tlakom, je razdeljena na dva glavna prostora: kripto sv. Miklavža, v kateri so svetnikove relikvije in kripto sv. Marije. Spodnja cerkev ima podoben tloris kot zgornja in ima kapitele v romanskem slogu. Majhne stopnice vodijo do hipogeja sv. Levcija, ki je pod morsko gladino in je slabo ohranjen s freskami.

#### Leteči Aleksander
Srednjeveška legenda v zapisu Alexander Romance (Historia fabulosa Alexandri Magni, sestavljena v grškem jeziku pred letom 338 n. št., ko je bil narejen latinski prevod) opisuje Aleksandra, ki je želel videti ves svet, se najprej spustil v globine oceana v nekakšnem potapljaškem zvonu, nato pa želel videti pogled od zgoraj. Za to je vpregel dve veliki ptici ali grifona v nekaterih različicah, med njima pa je bil sedež zanj. Da bi jih pritegnil, naj letita višje, je na dve nabodali nataknil meso, ki ju je držal nad njunima glavama. To je bilo precej pogosto upodobljeno v več srednjeveških kulturah, od Evrope do Perzije, kjer lahko odraža starejše legende ali ikonografije. Včasih zveri niso prikazane, le kralj drži dve palici s cvetom podobnimi kapljicami na koncih. Prizor je prikazan v talnih mozaikih tako v stolnici v Traniju kot v Otrantu.